# Gimnastika
Gimnastika je sport koji uključuje serije pokreta koji zahtijevaju fizičku snagu, pokretljivost i osjećaj za tijelo u prostoru. Razvijena je na tradiciji vojnih vježbi iz doba stare Grčke te dijelom na tradiciji cirkuskih predstava.
Općenito se smatra opasnim sportom, jer teški akrobatski elementi često uključuju izvođenje različitih pokreta visoko iznad tla uz rizik ozljede vježbača ili vježbačice.
U prošlosti se za gimnastiku koristio naziv gombanje, gombaonica ili gombaona za gimnastičku dvoranu te gombalište za gimnastičko vježbalište.

## Discipline
Moderna gimnastika, kojim na internacionalnom nivou upravlja Međunarodna gimnastička federacija, danas uključuje sljedeće discipline:
- Sportska gimnastika (koja se dalje dijeli na mušku sportsku gimnastiku i žensku športsku gimnastiku)
- Ritmička gimnastika
- Aerobika
- Sportska akrobatika
- Trampolin
- Tumbling
- Opća gimnastika

Od tih disciplina, najraširenije su discipline sportske i ritmičke gimnastike, koje su i standardni sportovi na Olimpijskim igrama. Disciplina trampolina je uvedena na Igre 2000. godine.
Ritmička gimnastika uključuje natjecanja samo u konkurenciji žena, iako se pojavljuju i ritmička gimnastika za muškarce, ali još uvijek bez šireg prihvaćanja.

## Opća gimnastika
Opća gimnastika, koja se još naziva grupna gimnastika, omogućava bavljenje gimnastikom vježbačima svih dobi oba spola koji vježbaju u skupinama različitog broja vježbača. Prakticira se u nastavi tjelesnog odgoja u školama, na grupnim prezentacijama i sletovima, na natjecanjima, itd.